# Avenida Pensilvania (Washington D. C.)
La avenida Pensilvania (en inglés: Pennsylvania Avenue) es una calle en Washington D. C. que conecta la Casa Blanca y el Capitolio de los Estados Unidos. Llamada 
Calle Principal de Estados Unidos (America's Main Street) es la ubicación de desfiles y procesiones, al igual que protestas y marchas civiles. Además, la avenida Pensilvania es una ruta principal de transeúntes del Sistema Nacional de Carreteras.

## Ruta

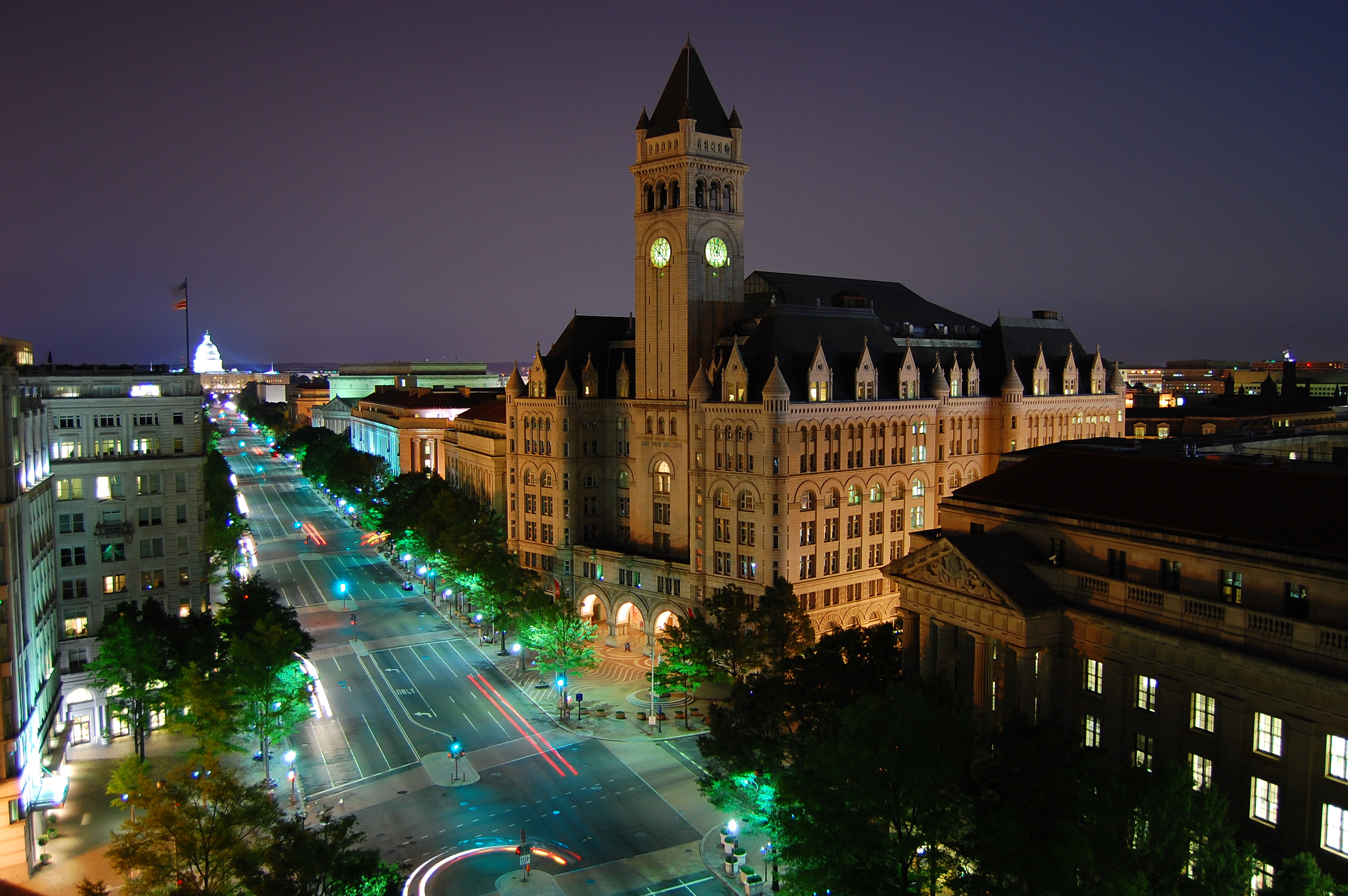
Antiguo edificio del correo postal.

La avenida recorre 11 km dentro de Washington, pero 1,9 km de la avenida Pensilvania, desde la Casa Blanca al edificio del Capitolio de los Estados Unidos es el tramo más importante. Luego continúa al sureste al lado del Capitolio por 29 km, sobre el barrio Capitol Hill, sobre el río Anacostia en el Puente John Philip Sousa, y después cruzando el condado de Prince George por 23,3 km hasta su extremo final con la intersección con MD Rt. 408 y Waysons Corner cerca del río Patuxent. En este punto, ya que es una carretera de acceso limitado, se convierte en el "Southern Maryland Boulevard." Además del nombre de la calle, en Maryland se le designa como la Ruta Maryland 4. Al noroeste de la Casa Blanca, la avenida recorre 2,3 km hasta terminar en la Calle M en Georgetown.

## Sitios de interés
De este a oeste:
- John Philip Sousa Bridge
- Barney Circle
- Capitolio de los Estados Unidos
- Peace Monument
- Galería Nacional de Arte, East Building
- John Marshall Park
- Embajada de Canadá
- Newseum
- Comisión Federal de Comercio
- National Archives Building
- United States Navy Memorial
- J. Edgar Hoover Building (sede del FBI)
- Robert F. Kennedy Department of Justice Building (sede del Departamento de Justicia)
- 1001 Pennsylvania Avenue (sede mundial del Carlyle Group)
- Old Post Office Pavilion
- Ronald Reagan Building
- John A. Wilson Building
- Freedom Plaza
- Pershing Park
- Treasury Building
- Casa Blanca
- Lafayette Square
- Blair House
- Galería Renwick
- Banco Mundial
- Embajada de México
- Universidad George Washington
- Corporación Financiera Internacional
- Washington Circle
- Embajada de España
- Rock Creek Park
- Georgetown